# Fernando Tissone
Fernando Damián Tissone (* 24. Juli 1986 in Quilmes) ist ein argentinischer Fußballspieler, der auf der Position eines Mittelfeldspielers eingesetzt wird.

## Karriere
Tissone wechselte 2004 von CA Independiente zu CA Lanús. Nach nur einer Saison bei Lanús wechselte Tissone erstmals ins Ausland zum italienischen Serie-A-Verein Udinese Calcio. In seiner ersten Saison kam er kaum zum Einsatz, jedoch wurde er bereits in seiner zweiten Spielzeit in Udine regelmäßiger eingesetzt. 2008 kehrte zu Udinese zurück, nachdem er zwischenzeitlich von 2006 bis 2008 für Atalanta Bergamo spielte.